# Plakortis
Genre
Plakortis est un genre d'éponges de la famille des Plakinidae, regroupant une trentaine d'espèces décrites.

## Systématique
Le genre est décrit en 1880 par le zoologiste allemand Franz Eilhard Schulze, pour l'espèce type Plakortis simplex. Le nom valide Plakortis est féminin.
Plakortis a pour synonymes :
- Placortis (mauvaise orthographe)
- Roosa de Laubenfels, 1934 (synonyme junior)

## Liste des espèces
Selon le World Register of Marine Species (20 juin 2022) :
- Plakortis albicans Cruz-Barraza & Carballo, 2005
- Plakortis angulospiculatus (Carter, 1879)
- Plakortis badabaluensis Ubare & Mohan, 2016
- Plakortis bergquistae Muricy, 2011
- Plakortis clarionensis Cruz-Barraza, Vega & Carballo, 2014
- Plakortis communis Muricy, 2011
- Plakortis copiosa Pulitzer-Finali, 1993
- Plakortis dariae Ereskovsky, Lavrov & Willenz, 2014
- Plakortis deweerdtaephila Vicente, Zea & Hill, 2016
- Plakortis edwardsi Ereskovsky, Lavrov & Willenz, 2014
- Plakortis erythraena Lévi, 1958
- Plakortis fromontae Muricy, 2011
- Plakortis galapagensis Desqueyroux-Faúndez & van Soest, 1997
- Plakortis halichondrioides (Wilson, 1902)
- Plakortis hooperi Muricy, 2011
- Plakortis insularis Moraes & Muricy, 2003
- Plakortis japonica (Hoshino, 1977)
- Plakortis kenyensis Pulitzer-Finali, 1993
- Plakortis lita de Laubenfels, 1954
- Plakortis mesophotica Idan, Shefer, Feldstein & Ilan, 2021
- Plakortis microrhabdifera Moraes & Muricy, 2003
- Plakortis myrae Ereskovsky, Lavrov & Willenz, 2014
- Plakortis nigra Lévi, 1953
- Plakortis petrupaulensis Domingos, Moraes & Muricy, 2013
- Plakortis potiguarensis Domingos, Moraes & Muricy, 2013
- Plakortis pulvillus Samaai, Pillay & Janson, 2019
- Plakortis quasiamphiaster Díaz & van Soest, 1994
- Plakortis ruetzleri Lage, Muricy, Ruiz & Pérez, 2018
- Plakortis simplex Schulze, 1880
- Plakortis spinalis Domingos, Moraes & Muricy, 2013
- Plakortis symbiotica Vicente, Zea & Hill, 2016
- Plakortis zyggompha (de Laubenfels, 1934)